# Бета-2 адренорецептор
β2-адренорецепторы — один из подтипов адренорецепторов. Эти рецепторы чувствительны в основном к адреналину, норадреналин действует на них слабо, так как эти рецепторы имеют к нему низкую аффинность.

## Локализация
β2-рецепторы являются внесинаптическими, а также имеются на пресинаптической мембране постганглионарных нейронов симпатического отдела нервной системы.
β2-рецепторы есть на мембранах многих клеток гладких мышц, в частности, этот тип рецепторов преобладает на гладких мышцах бронхиол и артериях скелетных мышц. Эти рецепторы (наряду с адренорецепторами других типов) есть также на клетках печени и скелетных мышц, жировой ткани, слюнных желез, на мембране тучных клеток, лимфоцитов, тромбоцитов и на клетках других тканей.

## Главные опосредуемые эффекты
При действии адреналина на β2-адренорецепторы пресинаптической мембраны выделение норадреналина усиливается. Поскольку адреналин выделяется из мозгового слоя надпочечников под действием норадреналина, возникает петля положительной обратной связи.
Действие адреналина или его агонистов на β2-рецепторы гладких мышц вызывает их расслабление.
Воздействие адреналина на клетки печени вызывает гликогенолиз и выход глюкозы в кровь, в скелетных мышцах распад гликогена также усиливается, что сопровождается активацией катаболизма.

## Передача сигнала
Активированные адреналином β2-рецепторы взаимодействуют с Gs-белком. Этот тримерный ГТФ-связывающий белок при взаимодействии с рецептором распадается на альфа-субъединицу, которая обменивает ГДФ на ГТФ и активируется, и бета-гамма субъединицу (она может обладать собственной активностью). Альфа-субъединица взаимодействует с мембранным ферментом аденилатциклазой, увеличивая её активность. Аденилатциклаза катализирует превращение АТФ в цАМФ(циклический аденозинмонофосфат), который выполняет роль вторичного посредника. цАМФ активирует протеинкиназу А (цАМФ-
зависимую А-киназу). По две молекулы цАМФ связывается с каждой из двух регуляторных субъединицами этого белка, которые в результате активируются и отделяются от каталитических субъединиц (а те отделяются друг от друга). Затем активированные каталитические субъединицы А-киназы фосфорилируют различные белки, которые являются её субстратами. При этом происходит перенос фосфатной группы от АТФ на специфический аминокислотный остаток (серин или треонин).
В клетках печени основной субстрат А-киназы — киназа фосфорилазы гликогена. Фосфорилируя киназу фосфорилазы, А-киназа активирует её. Киназа фосфорилазы фосфорилирует фосфорилазу, а фосфорилаза осуществляет фосфоролиз гликогена. При фосфоролизе используется неорганический фосфат, в результате образуется глюкозо-1-фосфат, который с помощью фермента фосфоглюкомутазы превращается в глюкозо-6-фосфат (Г6Ф). В клетках печени глюкозо-6-фосфатаза гидролизует Г6Ф с образованием глюкозы, которая выходит в кровь путём облегченной диффузии. В клетках скелетных мышц Г6Ф обычно превращается в глюкозо-1,6-дифосфат и затем используется в реакциях гликолиза.
Кроме того, А-киназа фосфорилирует (и активирует) белок-ингибитор фосфатазы — фермента, который отщепляет фосфатные группы от её субстратов. Таким образом, при повышении концентрации цАМФ в клетке фосфатаза инактивируется.
В клетках других тканей у А-киназы могут быть иные субстраты. Например, в клетках гладких мышц главный субстрат А-киназы — киназа легких цепей миозина(MLCK), при активации которой Са-кальмодулином мышца сокращается. А-киназа, фосфорилируя MLCK, ингибирует её активность и вызывает расслабление гладких мышц.
Существуют и другие пути передачи сигнала от β2-рецепторов. Так, эти рецепторы напрямую связаны с кальциевыми каналами L-типа, а косвенно могут влиять также на цГМФ-зависимые эффекты и на калиевые каналы.

## Остановка передачи сигнала
После прекращения действия адреналина (который обычно выделяется при стрессе — испуге, ярости и т. п.) на клетку его эффекты должны быть быстро сведены на нет. Сам адреналин быстро удаляется из плазмы крови (выводится с мочой, превращается в неактивные метаболиты, поглощается нервными окончаниями адренергических нейронов и клетками некоторых других органов), и время его полужизни («период полураспада») в крови в норме составляет около 2 минут. После окончания действия адреналина на рецептор он перестает взаимодействовать с Gs-белком, который способен очень медленно (по сравнению с другими ферментами) расщеплять ГТФ. При превращении ГТФ в ГДФ субъединицы Gs-белка объединяются, и он инактивируется. Без взаимодействия с Gs-белком инактивируется аденилатциклаза. Образовавшийся цАМФ расщепляется фосфодиэстеразой, что приводит к инактивации А-киназы. После этого происходит активация протеинфосфатазы (PPI), которая инактивирует киназу фосфорилазы и фосфорилазу гликогена, отщепляя от них фосфатные группы.

## Медицинское значение
β2-агонисты (β2-адреномиметики) короткого действия — фенотерол (беротек), сальбутамол (вентолин), тербуталин (бриканил) — вызывают расширение бронхиол и являются наиболее эффективными из существующих бронхолитиков, поэтому им принадлежит первое место среди препаратов купирования острых симптомов астмы в любом возрасте.